# Louis-Charles de la Bourdonnais
Louis-Charles de la Bourdonnais (Isola della Riunione, 1797 – Londra, 13 dicembre 1840) è stato uno scacchista francese.
È considerato il più grande giocatore francese dell'Ottocento. Nacque da famiglia benestante nella colonia francese allora chiamata Île Bourbon (oggi Isola della Riunione).
Si trasferì presto a Parigi, dove studiò nel collegio Henry IV. Dopo essersi sposato con una inglese perse gran parte dei suoi beni a causa di cattive speculazioni finanziarie, così che fu costretto a vivere coi proventi ottenuti giocando a scacchi. Giocava di solito per un franco a partita, dando spesso un pezzo di vantaggio. Per un certo tempo fu segretario del circolo di scacchi di Parigi e riceveva per questo uno stipendio di 1.200 franchi.
Nel 1821 batté in un match il suo maestro Alexandre Deschapelles e da quel momento venne considerato in Francia come il campione del mondo non ufficiale (il titolo ufficiale di campione del mondo ancora non esisteva).
Nel 1824 si recò a Londra, dove si batté con successo con i migliori giocatori inglesi, guadagnandosi la fama di fortissimo giocatore. Nel 1833 pubblicò il trattato in due volumi Nouveau Traité du jeu des Échecs (Parigi, Café de la Régence, 1833), dedicato al suo maestro Deschapelles, poi tradotto in russo e spagnolo. Nel primo volume erano trattate le aperture, il centro partita e le partite a handicap, nelle quali eccelleva; nel secondo volume i finali di partita e diversi problemi, con 60 diagrammi e un capitolo con le regole allora in voga a Parigi. 
In un secondo viaggio in Inghilterra nel 1834 sfidò l'irlandese Alexander McDonnell, considerato il miglior giocatore del Westminster Club di Londra. Il match di svolse in sei riprese e terminò con la vittoria di Labourdonnais (+44 =14 –30). Lo scrittore e librettista francese Joseph Méry compose un racconto in versi dal titolo Une revanche de Waterloo (una rivincita di Waterloo, Parigi 1836), dedicato alla 39ª partita del match. Gran parte delle partite furono pubblicate da William Lewis nel libro "A selection of games at chess played at the Westminster Chess Club between Mr. L.C. de la Bourdonnais and an english amateur of first rate skill" (Londra, 1935).
Il match La Bourdonnais-McDonnell ebbe larga eco all'epoca, tanto che più di trent'anni dopo, nel 1868, Charles-Henri Sanson pubblicò a Parigi il libro "Les six matches joués entre de la Bourdonnais et Mac Donnell ", in cui si raccontano le vicende del match. 
In seguito La Bourdonnais giocò diversi altri matches. Nel 1836 perse di stretta misura con l'ungherese Josef Szén (+12 =0 –13); nello stesso anno vinse, dandogli un vantaggio, contro Pierre de Saint-Amant (+3 =0 –2). Nel 1837 vinse molto nettamente contro l'inglese Church: la vittoria era pattuita a chi per primo avesse vinto 51 partite, ma quando La Bourdonnais raggiunse il vantaggio di 40 a 5 l'avversario abbandonò. 
Nel 1836 fondò assieme a Joseph Méry la rivista di scacchi Le Palamède, della quale fu direttore fino alla morte. Per i successivi due anni la rivista cessò le pubblicazioni, ma nel 1842 risorse sotto la direzione di Saint-Amant.
In seguito tornò in Inghilterra, ma ben presto fu costretto a vendere tutti i suoi beni per soddisfare le richieste dei creditori. Morì poverissimo a Londra il 13 dicembre 1840. Per una coincidenza fu sepolto nel Kensal Green Cemetery di Londra, a poca distanza dalla tomba del suo antico rivale, Alexander McDonnell.